# 龙景曾
龙景曾（？—？），广东顺德人，是一名清朝政治人物。举人出身。
龙景曾曾于188年年接替吴作霖任嘉定县知县一职，1888年由张庭兰接任。